# Pinckney (Michigan)
Pinckney è un villaggio degli Stati Uniti d'America, situato nello Stato del Michigan, nella contea di Livingston.